# Повний географічний опис (Росія)
«Россия. Полное географическое описание нашего отечества: настольная и дорожная книга для русских людей», «Росія. Повний географічний опис» — універсальний географічний довідник, виданий у Санкт-Петербурзі протягом 1899—1914 за редакцією В.Семенова та під загальним керівництвом П.Семенова і В.Ламанського. Видання не завершене. Із запланованих 22-х томів видані: т. 1–3, 5–7, 9, 14, 16, 18–19. У виданні вміщена інформація про природні умови різних регіонів Російської імперії, шляхи сполучення, розміщення населення з характеристикою його етнічного складу, промислів, побуту, культури, звичаїв та ін. Подані довідки про міста, монастирі, фортеці та місцеві пам'ятки історії і культури та ін. Докладно висвітлено розташування залізничних шляхів, трактів і станцій, зокрема вказано відстані між ними. Вміщено численні світлини, малюнки, карти, схеми, діаграми та ін. Кожний із томів має ряд покажчиків (географічний, іменний, предметний) та список літератури. Відомості про українські землі вміщені в 7-му («Малороссия». СПб., 1903) та 14-му («Новороссия и Крым». СПб., 1910) томах. Це Харківська, Полтавська і Чернігівська губернії — том 7; Бессарабська, Херсонська, Таврійська, Катеринославська губернії і Область Війська Донського — том 14.